# 懐節蕭皇后
懐節蕭皇后（かいせつしょうこうごう）は、遼（契丹）の世宗の皇后。小字は撒葛只。

## 経歴
述律皇后（世宗の祖母）の弟の蕭阿古只の娘として生まれた。世宗が永康王となると、妃として迎えられ、景宗を生んだ。天禄4年（950年）、皇后に立てられた。天禄5年（951年）秋、萌古公主を生んだ。産褥にあって、耶律察割が乱を起こし、皇太后（柔貞蕭皇后）、世宗と甄皇后を殺害した。蕭皇后は歩輦に乗って、耶律察割のもとを訪れ、遺体を収容して殯を行なうよう願い出た。翌日、蕭皇后も殺害された。孝烈皇后と諡された。
重熙21年（1052年）、懐節皇后と改諡された。

## 伝記資料
- 『遼史』巻71 列伝第1